# Åke Rydén
Åke Sigfrid Nikolaus Rydén, född 30 januari 1901 i Kristianstad, död 16 januari 1983, var en svensk läkare. 
Rydén blev medicine licentiat vid Lunds universitet 1928 och medicine hedersdoktor vid Uppsala universitet 1949. Han innehade olika läkarförordnanden 1929–1937, var förste underläkare och biträdande lasarettsläkare vid kirurgiska kliniken i Kristianstad 1937–1948, lasarettsläkare i Simrishamn 1948 och överläkare vid kirurgiska kliniken 1958–1967. Han författade skrifter i kirurgi, ortopedi och obstetrik.